# Białka Tatrzańska

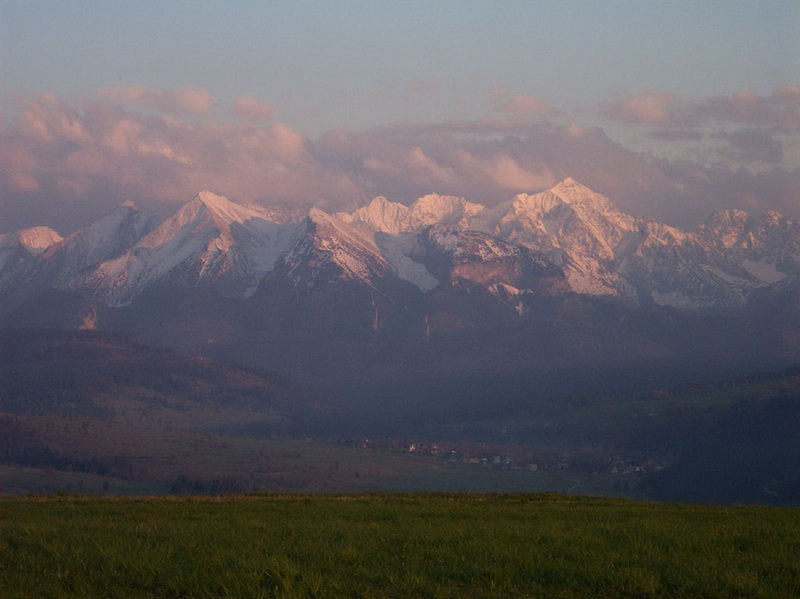
Tatry – panorama z Litwinowej Grapy k. Białki Tatrzańskiej

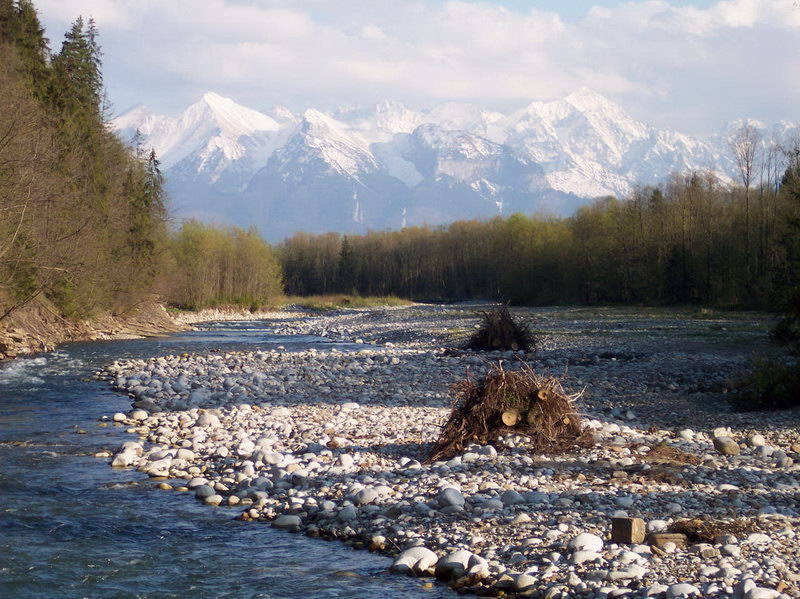
Rzeka Białka

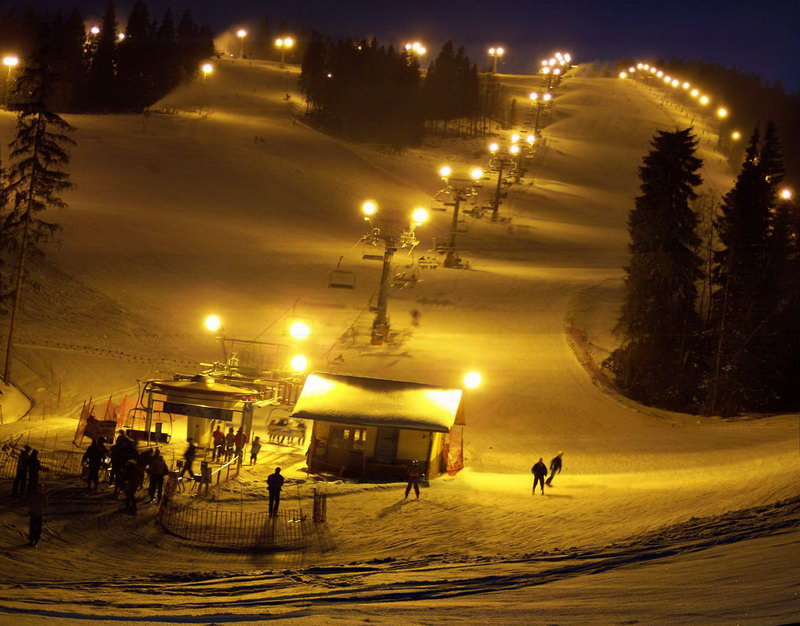
Wyciąg narciarski krzesełkowy w Białce Tatrzańskiej. Widok w nocy

Białka Tatrzańska – wieś podhalańska w południowej Polsce położona w województwie małopolskim, w powiecie tatrzańskim, w gminie Bukowina Tatrzańska, nad Białką oraz w ciągu drogi krajowej nr 49.
Według danych z 31 grudnia 2012 r. sołectwo Białka Tatrzańska miało 2207 stałych mieszkańców.
Jest to miejscowość letniskowa, posiadająca koleje linowe, wyciągi narciarskie, jak również baseny termalne.
Odległości do ważniejszych miejscowości:
Bukowina Tatrzańska – 5 km, Zakopane – 21 km, Nowy Targ – 12 km, Poprad – 56 km, Kraków – 90 km.

## Położenie
Długość wsi to ponad 8 km. Z południowej strony wsi otwiera się szeroka dolina do Tatr Bielskich, która sprawia, że w Białce Tatrzańskiej występuje wysokie nasłonecznienie łagodzące ostry górski klimat.
W latach 1975–1998 miejscowość położona była w województwie nowosądeckim.

## Części wsi
| SIMC    | Nazwa     | Rodzaj    |
| ------- | --------- | --------- |
| 0418320 | Grapa     | część wsi |
| 0418337 | Kaniówka  | część wsi |
| 0418343 | Pod Grapą | część wsi |

## Historia
Wieś została założona na surowym korzeniu w XVII wieku, za panowania Władysława IV Wazy, najprawdopodobniej w latach 1616–1618. Osadził ją Stanisław Witowski, wielkorządca krakowski i dzierżawca starostwa nowotarskiego w latach 1616–1624. Dokument lokacyjny z tych czasów, o ile takowy istniał, nie zachował się jednak. Dopiero za rządów starosty nowotarskiego Tomasza Zamoyskiego, 20 czerwca 1637 r., król Władysław IV wydał przywilej lokacyjny Wojciechowi Nowobilskiemu, uznawanemu za pierwszego sołtysa Białki. Dokumentem tym król nadał także prawo korzystania z pastwisk czyli polan, zwanych: Brzegi, Góra Kiczora, Wołoszyńskie i koło Rybiego stawu, począwszy od potoków Białki, Komarnikowego i Leśnicy. Powyższe nadanie potwierdził następnie król Michał Korybut Wiśniowiecki dnia 11 listopada 1669 r., dodając do powyższych jeszcze polany, zwane Rymarz i Lichwierzówka. W ten sposób w skład wsi wchodziły dobra leśne w Tatrach, m.in. w okolicy Morskiego Oka oraz Wołoszyna.
Poza gospodarką rolną, mieszkańcy wsi zajmowali się także pasterstwem, a w XVIII–XIX wieku zasłynęli jako wytrawni kuśnierze, którzy produkowali dla potrzeb Podhalan i mieszkańców sąsiedniego Spisza słynne kredowane, białczańskie kożuchy. Od założenia znajdowała się w rękach prywatnych, przeszła w posiadanie starostwa nowotarskiego w XVII wieku (została wymieniona w spisie który otrzymał starosta Mikołaj Komorowski), stąd nie wiadomo dokładnie o jej początkach.
Pierwotna nazwa brzmiała „Nowa Białka” – stąd nazwisko Nowobielski (obecnie Nowobilski) wyodrębnione z rodu Budzów alias Rusinów, najprawdopodobniej założycieli wioski (tezę taką przyjmują autorzy „Genealogii Rodów Sołtysich na Podhalu”).
W 1855 r. w Białce Tatrzańskiej powstała szkoła. W 1935 r. powstał dom zakonny sióstr serafitek, który od 1990 r. stał się domem opieki społecznej "Caritas" dla dzieci.

## Zabytki
Obiekt wpisany do rejestru zabytków nieruchomych województwa małopolskiego.
- Kościół drewniany pw. św. Szymona i św. Judy Tadeusza.
Zabytkowy drewniany kościół pw. św. Szymona i Judy Tadeusza należy do Szlaku Architektury Drewnianej. Został on wybudowany około 1700 roku przez Jędrzeja Topora i Jana Chlipalskiego. Kościółek, podobnie jak okoliczne świątynie drewniane pokryty jest gontem, składa się z prezbiterium, nawy oraz wieży z nadwieszaną izbicą i hełmem. Wnętrze jest barokowe i barokowo-klasycystyczne. Kościół okolony jest murowanym ogrodzeniem, w którym zachowały się bramy z XVIII i XIX wieku. Całość ocieniają lipy – zabytki przyrody. W latach 20. XX wieku, wykonano prace renowacyjne i konserwatorskie. Dziś we wnętrzu zgromadzony jest zbiór narzędzi rolniczych i dawnych przedmiotów gospodarczych. W okresie wakacyjnym odprawiana jest msza w języku łacińskim.

## Kultura
Od wczesnego dzieciństwa w Białce Tatrzańskiej mieszkała znana poetka Hanka Nowobielska (właściwe nazwisko Janina Fiutowska), która debiutowała w 1936 roku na łamach poznańskiego Orędownika. Odtąd jej wiersze ukazywały się w różnych pismach, zyskując uznanie czytelników. Jej dorobek artystyczny był wielokrotnie nagradzany, zdobyła m.in. I miejsce w 1966 roku w konkursie zorganizowanym przez Klub Pisarzy Ludowych w Lublinie. W roku 1965 otrzymała odznakę Zasłużonego Działacza Kultury, a w 1973 roku Złoty Krzyż Zasługi. W latach międzywojennych odwiedzał Białkę wielokrotnie artysta malarz Roman Gineyko, organizując plenery malarskie.
W miejscowości działa zespół regionalny Białcanie. Zespół istnieje od 1984 roku i wyłonił się z kapeli Mali Białcanie. Grupy te działają razem, występując w całym kraju, a także poza jego granicami. Ponadto biorą udział we wszelkiego rodzaju konkursach, festynach i festiwalach, często zdobywając główne laury, zwłaszcza jeśli chodzi o śpiew. Zespoły Mali Białcanie i Białcanie prezentują folklor Skalnego Podhala.
W Białce Tatrzańskiej działa również Grupa Teatralna „Coz Teroz Bedzie?”, która powstała w 2005 r. przy parafii św. Szymona i Judy Tadeusza. Od 2015 r. występuje ona regularnie podczas ferii zimowych oraz w ciągu całego roku, prezentując spektakle na podstawie tekstów znanych regionalnych twórców oraz te własnego autorstwa. Członkami grupy są głównie mieszkańcy samej Białki Tatrzańskiej, ale też osoby z pobliskich miejscowości Podhala i Spisza, dzięki czemu w sztukach prezentowana jest różnorodność gwary i tradycji Podtatrza.  

## Turystyka
Białka Tatrzańska pod względem infrastruktury turystycznej jest jedną z najatrakcyjniejszych miejscowości górskich (szczególnie zimą ze względu na bardzo dobre warunki do uprawiania sportów zimowych). W Białce znajduje się kilka ośrodków narciarskich:
- Ośrodek Narciarski Kotelnica Białczańska w Białce Tatrzańskiej z m.in. 5 wyciągami krzesełkowymi
- Wyciągi Narciarskie Bania w Białce Tatrzańskiej z m.in. 1 wyciągiem krzesełkowym
- Stacja Narciarska Kaniówka w Białce Tatrzańskiej z m.in. 1 wyciągiem krzesełkowym
- Wyciąg narciarski „U Kuruca”.

Większość wyciągów jest objęta wspólnym systemem karnetów, tzw. „Tatra Ski”. Ośrodek narciarski Kotelnica Białczańska zajął w 2009 roku I miejsce jako Najlepszy Ośrodek Narciarski w Polsce według portalu Onet.pl. Ośrodek powtórnie otrzymał I miejsce jako Najlepszy Ośrodek Narciarski w Polsce według portalu Onet.pl w 2012 roku. Zdarza się, że w okresie zimowym liczba turystów przewyższała liczbę mieszkańców nawet trzykrotnie.
Górska rzeka Białka nadaje się do uprawiania sportów ekstremalnych m.in. kajakarstwa górskiego i spływów pontonowych. Okoliczne wzgórza wykorzystywane są także przez paralotniarzy. W Białce Tatrzańskiej 16 czerwca 2011 r. oddano do użytku baseny termalne Terma Bania (dawniej Terma Białka) o powierzchni lustra 1382,67 m². Woda termalna parku wodnego pozyskiwana jest z głębokości 2500 metrów i ma temperaturę około 80 stopni Celsjusza. Dach kompleksu pokryty jest w całości naturalną roślinnością.

## Osoby związane z miejscowością
- Felicjan Fierek (1850–1910) – bernardyn, gwardian klasztorów w Przeworsku i Kalwarii Zebrzydowskiej.
- Józef Nowobilski – (1923–1989), żołnierz Armii Krajowej, a następnie antykomunistycznego oddziały Józefa Kurasia ps. „Ogień”, ksiądz archidiecezji krakowskiej (od 1952 r.), proboszcz parafii w Luborzycy[15]
- Marcjonilla Anna Nowobilska (1932–2020) – przełożona sióstr serafitek w Lesznie, Gołańczy i Pruszczu Gdańskim[16].
- Jan Nowobilski (1940–2012) – ksiądz archidiecezji krakowskiej, proboszcz parafii w Cichym[17].
- Władysław Nowobilski (w 1942 r.) – ksiądz archidiecezji krakowskiej (później bielsko-żywieckiej), budowniczy kościoła i pierwszy proboszcz parafii w Ciścu[18].
- W 1933 r. zmarła tu Leopoldyna Stawecka (w zakonie Maria Eligia) – serafitka, dowódca oddziałów Ochotniczej Legii Kobiet, porucznik Legionów Polskich[19].